# Ichneumon decurtatus
Ichneumon decurtatus är en stekelart som beskrevs av Wesmael 1845. Ichneumon decurtatus ingår i släktet Ichneumon och familjen brokparasitsteklar. Inga underarter finns listade i Catalogue of Life.